# Melanetettix capitatus
Melanetettix capitatus är en insektsart som beskrevs av Knight och Fletcher 2007. Melanetettix capitatus ingår i släktet Melanetettix och familjen dvärgstritar. Inga underarter finns listade i Catalogue of Life.